# Исак Дука Комнин
Исак Дука Комнин (на средногръцки: Ἰσαάκιος Δούκας Κομνηνός или Ἰσαάκιος Κομνηνός) е византийски аристократ и адмиснистратор от XII век – претендент за византийската корона, отцепил се като самостоятелен владетел в Кипър между 1185 и 1191 г. По време на Третия кръстоносен поход през 1191 г. владенията на Йоан Дука Комнин са завладени от английския крал Ричард III Лъвското сърце.

## Произход
След смъртта на император Йоан II Комнин през 1143 г. властта във Византийската империя преминава в ръцете на най-малкия му син Мануил I Комнин. Третият и по-голям син на покойния Йоан II – Исак Комнин, който по това време е все още жив, е лишен от престола по желание на баща си и трябвало да се задоволи с втората по важност титла в империята – севастократорската. От първия си брак с Теодора Комнина севастократор Исак Комнин имал една дъщеря на име Ирина, която била омъжена за човек, наричан в изворите Дука Каматир, на когото около 1155 г. родила син – Исак Дука Комнин. По този начин Исак се падал второстепенен член на императорското семейство, а по-голяма част от информацията за живота му е извлечена от трудовете на византийския историк Никита Хониат.

## Заложничество в Армения
По-късно император Мануил I Комнин назначава младия Исак за управител на Исаврия и град Тарс, където Исак започнал война срещу Арменското кралство Киликия, в хода на която той е пленен от арменски войници. Император Мануил I умира през 1180 г., а новата власт в Константинопол не се погрижила навреме за освобождаването на Исак от плен. Така Исак прекарва дълъг период на пленничество, което допринесло за неговото разочарование и станало причина за лошото му отношение към централната власт в Константинопол.
През 1183 г. неговата леля Теодора Комнина, бивша кралица на Йерусалим, измолва от император Андроник I Комнин да плати откуп за свободата на Исак. Освен това за верността на Исак към императора гарантирали лично калеко му Константин Макродука и Андроник Дука, който бил роднина и приятел от детинство на Исак. Сумата е събрана и с помощта на рицарите тамплиери, които допринесли със своите международни банкови връзки.

## Завладяване на Кипър
След като получили откупа, през 1185 г. арменците освободили Исак. Разочарован, с остатъка от парите, които получил, за да се откупи, Исак събрал наемници, с които пристига на остров Кипър. Там той успява с измама да завземе властта над острова, показвайки пред местните власти изфабрикувани императорски документи, с които им се нареждало да му се подчиняват изцяло.
Измяната на Исак станала причина за жестока разправа на Андроник I с хората, които някога ганрантирали пред императора за него – Константин Макродука и Андроник Дука били пребити с камъни. Освен това Андроник I първоначално се побоял, че за Исак Дука Комнин вероятно се отнасяло едно направено му предсказание, според което от престола ще го свали човек, чието име започвало с гръцката буква йота. В крайна сметка оракулът разсеял подозренията на императора, като предсказал, че краят на властта му е толкова близо, че Исак едва ли би могъл да пристигне от Кипър за толкова кратко време.
Междувременно в Кипър Исак Дука Комнин се обявил за император, а според Хрониката на Михаил Сирийски той дори си издигнал свой патриарх, който извършил церемонията по коронацията му. Въпреки че съобщеното от Михаил Сирийски се среща и в други невизантийски извори и се смята за достоверно от някои изследователи, липсата на подбни сведения в други византийски извори от епохата, като Никита Хониат например, които едва ли биха премълчали такова изключително и грубо нарушаване на установения църковен ред във Византийката империя, каквито примери отсъстват дори и след унищожаването ѝ от кръстоносците през 1204 г., кара други историци да се съмняват в достоверността на информацията на Михаил Сирийски, поставяйки под съмнение както избирането на отделен патриарх в Кипър, така и извършването на церемония по официална коронация на Исак Комнин, който в най-добрия случай е могъл да бъде прокламиран за император, а във византийската традиция прокламацията на императора е била различна процедура от неговата коронацията.
След свалянето на Андроник I от власт, което станало по време на едно столично въстание от 12 септември 1085 г., новият император Исак II Ангел изпраща срещу Кипър флот от 70 кораба, който да върне контрола на Константинопол над острова. Начело на кампанията са поставени престарелият Йоан Кондостефан и Алексий Комнин, който някога бил ослепен по заповед на Андроник I. Когато византийският флот достига Кипър и войниците слезли на брега, корабите им са нападнати и пленени от флота на Маргарит Бриндизки, пират на служба при крал Вилхелм II Сицилиански. На сушата пък армията на византийците е разбита, а командирите им са пленени и изпратени в Сицилия.

## Управление на Кипър
Според Никита Хониат Исак Комнин се отличавал със своя избухлив нрав и деспотизъм, а управлението му в Кипър е белязано от изключителни жестокости: според думите на Никита Хониат Исак започнал веднага да раграбва острова, превърнал грабежите и изнасилванията в ежедневие, наказанията направил прекалено сурови, а имотите на гражданите непрекъснато били ограбвни; в крайна сметка според Никита Хониат благородните киприоти, които някога били сравними по богатство с Йов, сега били докарани до просия по улиците, ако преди това са имали късмета да избегнат меча на този тиранин.
Освен това тесните връзки със стария съперник на империята в лицето на Вилхелм II Сицилиански помогнали на Исак да държи здраво властта на острова по време на своето управление. Близки контакти той поддържал и със султан Саладин, който управлявал Египет и Сирия.
През 1191 г. годеницата и сестрата на английскя крал Ричард I попаднали на остров Кипър, след като претърпели корабокрушение на път за Светите земи, и били пленени от Исак Комнин. В отговор на това още през същата година Ричард I и рицарите му дебаркирали на острова и успели да го завладеят. По това време Исак се намирал на полуостров Карпасия, където е заловен от Ричард I. Спред легендат английският крал обещал на Дука Комнин, че няма да го държи окован в желязо, поради което заповядал да го оковат в сребърни пранги. Ричард I отвел Исак със себе си в Йерусалимското кралство, където го предал на рицарите хоспиталиери, а те го затворили в замъка Маргат, близо до Триполи. Така бил сложен край на самостоятелното царство на Исак и е поставено началото на Кипърското кралство, което просъществувало няколко века.
След завръщането си в Англия Ричард I подарил на град Портсмут герба на Исак Комнин в знак на признателност за участието на множество войници, моряци и кораби от Портсмут при завладяването на Кипър. Тези символи – златен полумесец и пламтяща златна звезда на син фон, стоят върху герба на Портсмут до днешно време..
По време на завръщането си от Третия кръстоносен поход Ричард I е заловен от австрийския херцог Леополд V и е поставен под арест от германския император по обвинение, че е организирал убийството на братовчед си Конрад Монфератски. С подписването на споразумението за откупа на английския крал, Исак и дъщеря му били освободени и предадени на грижите на Леополд V Австрийски, който бил син на една от лелите на Исак Комнин – Теодора Комнина.
Впоследствие Исак Дука Комнин заминал за Иконийския султанат, където се опитал да набере подкрепа срещу новия византийски император Алексий III Ангел. Мисията му обаче не дала резултат, тъй като Исак умрял отровен през 1195 или 1196 г.

## Семейство
Исак Дука Комнин бил женен за арменска принцеса, от която му се родила една неизвестна по име дъщеря, която в изворите е наричана Кипърската дева. Пленена през 1191 г. заедно с баща си, по-късно тя потеглила към Англия заедно с останалите дами от английския кралски двор. През 1194 г. тя е освободена и предадена на Леополд V, а по-късно се установява в Прованс, където през септември 1199 г. се омъжва за овдовелия граф на Тулуза, Раймонд IV. Бракът им обаче е анулиран към 1202 г., а през 1203 Кипърската дева се омъжила за Тиери Фландърски, който бил незаконен сина на граф Филип I Фландърски. Заедно с други рицари, през 1204 г. дъщерята на Исак и съпругът ѝ се отправили на изток, за да вземат участие в Четвъртия кръстоносен поход. Когато достигнали Кипър двамата неуспешно предявили претенции към властта над острова като наследници на Исак. Опитът им претърпял провал и в крайна сметка те били принудени да бягат в Армения.

## Цитирана литература
- Boyle, David, (2005). The Troubador's Song: The Capture and Ransom of Richard I. Walker Publishing Company
- Brudndage (1970). Richard the Lion-Heart and Byzantium. – Studies in Medieval Culture, 6-7,  63-70
- Coureas, Nicolas (1992). To what extent was the crusaders’ capture of Cyprus impelled by strategic considerations. – Epetêris, 19,  197-202
- Edbury, P. W. (1991). The Kingdom of Cyprus and the Crusades, 1191-1374. Cambridge University Press
- Harris, Jonathan (2014). Byzantium and the Crusades (2nd ed.). Bloomsbury, ISBN 978-1-78093-767-0
- Harris, Jonathan (2012). Collusion with the infidel as a pretext for military action against Byzantium. – In: S. Lambert and H. Nicholson (eds), 'Clash of Cultures: the Languages of Love and Hate. Brepols,  99–117
- ((en)) Kazhdan, Alexander (ed) (1991). The Oxford Dictionary of Byzantium. Oxford and New York: Oxford University Press, ISBN 0-19-504652-8, COBISS.BG-ID: 1107246820, https://archive.org/details/odb_20210521/mode/2up
- Rudt de Collenberg, W. H. (1968). L'empereur Isaac de Chypre et sa fille (1155–1207). – Byzantion, 38,  123–77
- Quail, Sarah (1994). The Origins of Portsmouth and the First Charter. City of Portsmouth, ISBN 0-901559-92-X
- Wolff, Robert L; Hazard, H. W. (1977). A History of the Crusades: Volume Two, The Later Crusades 1187-1311
- Georgiou, Stavros G (2018). The Regime of Isaac Doukas Komnenos (1184-1191) in Cyprus: The Testimony of Michael the Syrian. – In: Antonio Carile et al. (eds), Bizantinistica. Rivista di Studi Bizantini e Slavi, 2nd Ser., Anno 18 (2017). Spoleto: Fondazione Centro italiano di studi sull’alto medioevo, 2018,  191-199, ISBN 978-88-6809-167-5, https://www.academia.edu/41693841/The_Regime_of_Isaac_Doukas_Komnenos_1184_1191_in_Cyprus_The_Testimony_of_Michael_the_Syrian_Bizantinistica_Rivista_di_Studi_Bizantini_e_Slavi_2nd_Ser_18_2017_191_199?auto=download